# Ulrich Robeiri
Ulrich Robeiri (né le 26 octobre 1982 à Cayenne en Guyane) est un escrimeur français pratiquant l’épée. Il est champion du monde individuel en 2014, ainsi que plusieurs fois champion du monde et champion olympique (2008) par équipe.

## Palmarès
- Jeux olympiques
  -  Champion olympique à l’épée par équipe aux Jeux olympiques de 2008 à Pékin

- Championnats du monde d'escrime
  -  Champion du monde à l’épée individuelle en 2014[2]
  -  Champion du monde à l’épée par équipe en 2014
  -  Champion du monde à l’épée par équipe en 2010
  -  Champion du monde à l’épée par équipe en 2009
  -  Champion du monde à l’épée par équipe en 2007
  -  Champion du monde à l’épée par équipe en 2006
  -  Champion du monde à l’épée par équipe en 2005
  -  Médaille d'argent à l'épée par équipe en 2012
  -  Troisième à l’épée par équipe en 2013
  -  Troisième à l’épée individuelle en 2003

- Championnats d'Europe d'escrime
  -  Champion d'Europe à l’épée par équipes en 2015
  -  Champion d'Europe à l’épée par équipes en 2008
  -  Deuxième aux championnats d'Europe à l’épée individuelle en 2009
  -  Troisième aux championnats d'Europe à l’épée individuelle en 2013
  -  Troisième aux championnats d'Europe à l’épée par équipes en 2007

- Coupe du monde d'escrime
  - Vainqueur de 9 épreuves de Coupe du monde d'escrime (Challenge Monal, Lisbonne, Heidenheim (deux fois), Porto Rico (deux fois), Tallinn (deux fois), Legnano).

- Championnats de France d'escrime
  -  Champion de France par équipe en 2010
  -  Champion de France par équipe en 2013
  -  Champion de France en individuel en 2009

## Décoration
- Chevalier de la Légion d'honneur en 2008[3]